# Référendum de Sopron
Le référendum de Sopron (hongrois : Soproni népszavazás ; allemand : Volksabstimmung in Ödenburg), parfois surnommé plébiscite de Sopron ou au contraire falsification de Sopron, organisé du 14 au 16 décembre 1921, fut une consultation populaire déterminant l'appartenance de Sopron et de huit villages environnants à l'Autriche ou à la Hongrie. Il s'inscrit dans le cadre du traité de Saint-Germain-en-Laye (1919) et du traité de Trianon (1920), qui prévoyaient le rattachement du Burgenland, alors partie de la Hongrie, à l'Autriche. Le vote fut marqué par une participation de 89,5 %, avec une victoire du choix hongrois à 65,08 %, principalement grâce aux résultats obtenus à Sopron, ce qui permit à la ville et à ses environs de rester hongrois.

## Contexte

### Les revendications autrichiennes sur l'Ouest de la Hongrie
Dès le début du XXe siècle, plusieurs propositions émergèrent pour rattacher la partie occidentale de la Hongrie aux territoires autrichiens voisins. L'idée fut évoquée en 1905 lors des débats du Conseil impérial autrichien, puis dans divers articles de presse et ouvrages politiques. En 1918, après la dissolution de l'Empire austro-hongrois, ces revendications prirent une nouvelle ampleur.
Le 17 novembre 1918, le Conseil d'État autrichien revendiqua officiellement l'Ouest de la Hongrie, en se basant sur des critères ethniques et économiques. La région, bien que sous administration hongroise, comptait une forte proportion de germanophones, notamment dans les comitats de Moson (Wieselburg), Sopron (Ödenburg) et Vas (Eisenburg).
En décembre 1918, plusieurs manifestations eurent lieu en faveur du rattachement à l'Autriche, notamment à Nagymarton (Mattersburg) et à Heiligenkreuz, où une quarantaine de localités demandèrent leur intégration à la Styrie autrichienne. Toutefois, ces revendications répondaient avant tout à des préoccupations économiques, la région étant historiquement liée aux marchés de Graz, Fürstenfeld et Feldbach.

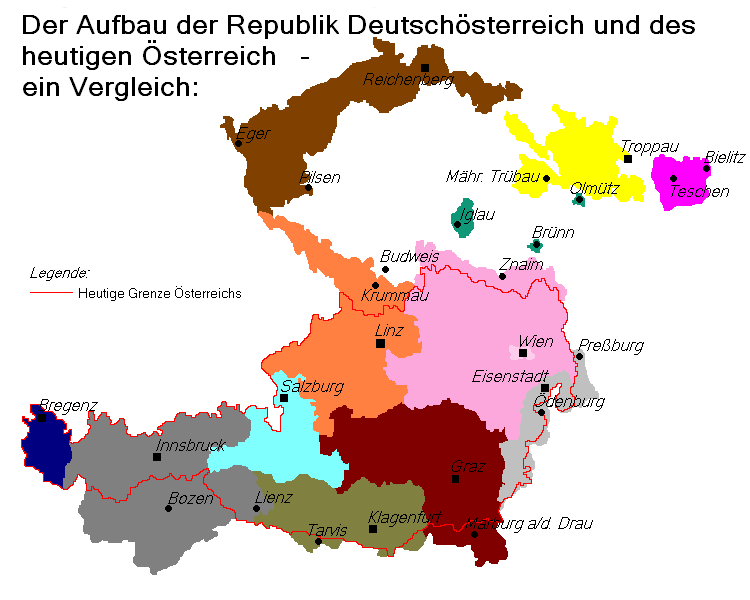
Projet de République allemande d'Autriche (1918).

### Le traité de Saint-Germain et l'attribution du Burgenland
Les premières négociations de paix prévoyaient initialement de maintenir la frontière historique entre la Hongrie et l'Autriche. Cependant, la position des Alliés évolua sous la pression de l'Italie, qui souhaitait empêcher la création d'un corridor slave reliant la Tchécoslovaquie à la Yougoslavie.
Finalement, le traité de Saint-Germain-en-Laye (10 septembre 1919) attribua officiellement à l'Autriche une grande partie de l'Ouest de la Hongrie, formant le futur Burgenland. Cette décision fut confirmée par le traité de Trianon (4 juin 1920), qui imposait à la Hongrie la perte des territoires concernés.
L'Autriche considérait cette annexion comme une nécessité économique, en raison de sa situation désastreuse après la Première Guerre mondiale. Cependant, la Hongrie refusa d'évacuer immédiatement la région, espérant encore négocier ou contester ces décisions.

### L'insurrection de l'Ouest de la Hongrie (1921)
En 1921, alors que l'Autriche se préparait à prendre officiellement possession du Burgenland, la situation dégénéra. La Hongrie, bien que contrainte d'accepter la cession du territoire, encouragea officieusement la formation de groupes paramilitaires pour entraver l'occupation autrichienne.
Dès le 28 août 1921, des unités de la gendarmerie autrichienne franchirent la frontière pour prendre possession du Burgenland. Elles furent immédiatement repoussées à Ágfalva par des insurgés hongrois, dirigés par Mihály Francia Kiss et Károly Kaszala. Cet affrontement marqua le début de l'insurrection de l'Ouest de la Hongrie (Nyugat-magyarországi felkelés), qui dura près de six semaines.
Sous la direction de Pál Prónay, Gyula Ostenburg-Moravek et Iván Héjjas, les insurgés mirent rapidement en déroute les forces autrichiennes. Le 4 octobre 1921, ils proclamèrent l'indépendance du Banat de Leitha (Lajtabánság), un État éphémère, dirigé par Pál Prónay, qui ne dura que quelques semaines.

### La conférence de Venise et le compromis austro-hongrois
Face à cette crise, les Alliés encouragèrent un règlement diplomatique. La Conférence de Venise, tenue du 11 au 13 octobre 1921, permit d'obtenir un compromis :
- La Hongrie acceptait de retirer ses forces de la région,
- L'Autriche renonçait à l'usage de la force,
- Un référendum serait organisé à Sopron et dans huit villages environnants pour déterminer leur appartenance.

Ce compromis fut crucial, car il permit d'éviter un conflit armé prolongé entre les deux pays. Il offrit également à la Hongrie une dernière opportunité de conserver une partie du territoire cédé par Trianon.

### Vers le référendum de Sopron
Après le départ des insurgés hongrois, le territoire du Burgenland fut progressivement évacué par les forces paramilitaires. Cependant, le processus fut retardé par la tentative de restauration de Charles IV de Habsbourg, qui tenta de reprendre le trône hongrois en octobre 1921.
Une fois cette crise résolue, le référendum de Sopron fut organisé du 14 au 16 décembre 1921. Il concernait Sopron et huit localités environnantes (Ágfalva, Balf, Sopronbánfalva, Fertőboz, Fertőrákos, Harka, Kópháza et Nagycenk).

## Déroulement du référendum

### Un contexte politique instable

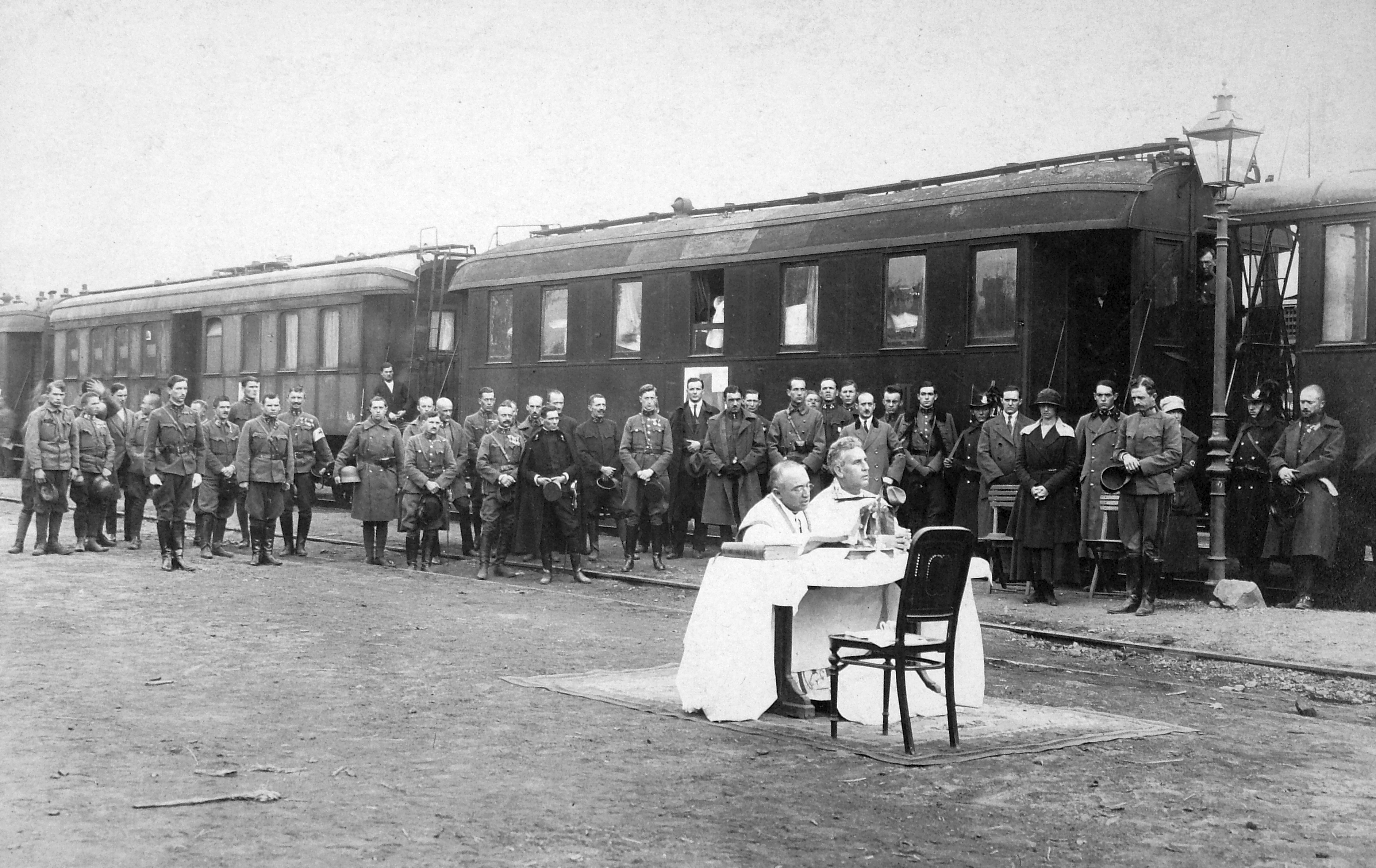
Le roi de Hongrie Charles IV et la reine Zita lors d'une messe de campagne, en octobre 1921, alors qu'ils tentaient de restaurer leur règne en Hongrie. Le couple royal est photographié lors d'une halte à Biatorbágy.

Après la Conférence de Venise (11-13 octobre 1921), la mise en œuvre du référendum fut retardée par des événements politiques en Hongrie. L'ancien roi Charles IV de Habsbourg, en exil, tenta un coup d'État pour reprendre le trône hongrois. Soutenu par plusieurs unités militaires, il marcha sur Budapest en octobre 1921.
Parmi les insurgés de l'Ouest de la Hongrie, plusieurs groupes, dont ceux d'Iván Héjjas et Gyula Ostenburg-Moravek, rallièrent la cause légitimiste. En revanche, Pál Prónay, bien que favorable aux Habsbourg, choisit de ne pas s'impliquer directement dans la tentative de restauration.
Le 23 octobre 1921, la tentative de Charles IV échoua lors de la bataille de Budaörs contre les forces loyalistes de Miklós Horthy. Capturé, l'ancien roi fut définitivement exilé sur l'île de Madère.
Après cet épisode, le gouvernement hongrois réaffirma son contrôle sur l'Ouest de la Hongrie. Début novembre, Horthy adressa un ultimatum à Pál Prónay, lui ordonnant d'évacuer le Banat de Leitha (Lajtabánság). Ce dernier obéit, et le 10 novembre 1921, l'État autoproclamé cessa d'exister.
Le chemin était alors ouvert pour l'organisation du référendum de Sopron.

### Préparation du référendum

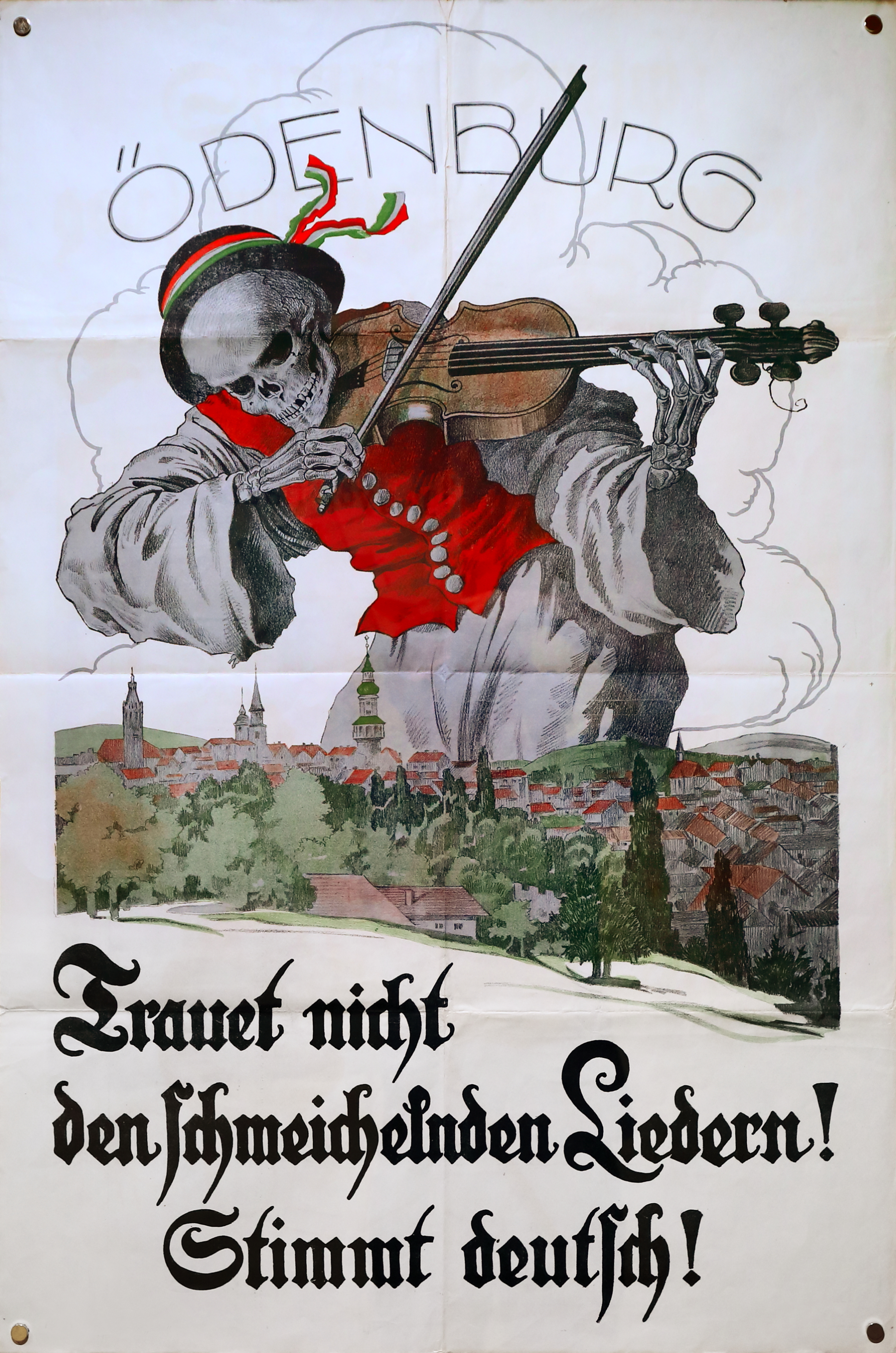
Affiche de la campagne du référendum de 1921 : « Ne vous fiez pas aux mélodies flatteuses, votez allemand ! »

Le référendum, prévu par les accords de Venise, concernait Sopron et huit villages environnants : 
1. Ágfalva,
2. Balf,
3. Sopronbánfalva,
4. Fertőboz,
5. Fertőrákos,
6. Harka,
7. Kópháza,
8. Nagycenk.

Sa tenue était encadrée par des observateurs italiens, mais des tensions apparurent dès la phase de préparation. Malgré l'interdiction de propagande inscrite dans les accords de Venise, une bataille de communication eut lieu entre partisans autrichiens et hongrois.
Le mouvement Ödenburger Heimatdienst, organisé sur le modèle du combat défensif de Carinthie, menait campagne en faveur de l'Autriche par le biais de tracts, d'affiches et de rumeurs. Les autorités hongroises mirent en place une contre-campagne active, cherchant à mobiliser l'électorat en faveur du maintien dans la Hongrie.
À la demande des observateurs italiens, le scrutin se déroula de manière secrète, contrairement aux souhaits du gouvernement hongrois, qui espérait un vote public pour mieux encadrer les résultats.

### Déroulement du vote (14-16 décembre 1921)
Le 14 décembre 1921, le vote eut lieu à Sopron, suivi, le 16 décembre, par les huit villages alentour.
Les modalités du scrutin étaient particulières :
- Chaque électeur recevait deux bulletins : un orange-jaune pour l'Autriche et un bleu pour la Hongrie.
- L'électeur devait déchirer le bulletin correspondant au pays pour lequel il ne votait pas.
- Les deux bulletins (déchiré et intact) étaient ensuite placés dans une enveloppe fermée, garantissant ainsi le secret du vote.

En réaction à ces conditions jugées favorables à la Hongrie, la délégation autrichienne quitta la commission électorale, dénonçant un manque d'impartialité.

### Résultats du référendum
Sur les 27 069 électeurs inscrits, 24 063 participèrent, soit une participation de 89,5 %.
Les résultats furent les suivants :
- 15 338 votes (65,08 %) en faveur de la Hongrie,
- 8 223 votes (34,92 %) en faveur de l'Autriche,
- 502 votes invalides (2,09 %).

| Commune | Population en 1910 | Langues parlées en 1910 (nombre de locuteurs) | Langues parlées en 1910 (nombre de locuteurs) | Langues parlées en 1910 (nombre de locuteurs) | Langues parlées en 1910 (nombre de locuteurs) |        | Votes exprimés     | Votes exprimés  | Votes exprimés  | Votes exprimés | Votes en pourcentage | Votes en pourcentage |
| |                    | Allemand                                      | Hongrois                                      | Croate                                        | Autres                                        | Total  | Électeurs inscrits | Pour l'Autriche | Pour la Hongrie | Nuls           | Pour l'Autriche (%)  | Pour la Hongrie (%)  |
| --- | ------------------ | --------------------------------------------- | --------------------------------------------- | --------------------------------------------- | --------------------------------------------- | ------ | ------------------ | --------------- | --------------- | -------------- | -------------------- | -------------------- |
| Sopron / Brennbergbánya                                                                                                 | 33 932             | 17 318                                        | 15 022                                        | 781                                           | 811                                           | 18 994 | 17 298             | 4 620           | 12 327          | 351            | 27,2 %               | 72,8 %               |
| Ágfalva (Agendorf) | 1 922              | 1 830                                         | 85                                            | 2                                             | 5                                             | 1 148  | 848                | 682             | 148             | 18             | 82,2 %               | 17,8 %               |
| Harka (Harkau) | 1 062              | 1 031                                         | 26                                            | 5                                             | 0                                             | 668    | 581                | 517             | 55              | 9              | 90,4 %               | 9,6 %                |
| Fertőboz (Holling) | 518                | 490                                           | 26                                            | 2                                             | 0                                             | 349    | 342                | 74              | 257             | 11             | 22,3 %               | 77,7 %               |
| Kópháza (Kohlnhof) | 1 855              | 38                                            | 44                                            | 1 773                                         | 0                                             | 948    | 813                | 243             | 550             | 30             | 30,0 %               | 70,0 %               |
| Fertőrákos (Kroisbach)                                                                                                  | 2 980              | 2 766                                         | 150                                           | 4                                             | 60                                            | 1 525  | 1 370              | 812             | 525             | 33             | 60,7 %               | 39,3 %               |
| Sopronbánfalva (Wandorf)                                                                                                | 2 789              | 2 570                                         | 205                                           | 5                                             | 9                                             | 1 538  | 1 177              | 925             | 217             | 35             | 81,0 %               | 19,0 %               |
| Balf (Wolfs) | 1 393              | 1 161                                         | 208                                           | 4                                             | 20                                            | 668    | 595                | 349             | 229             | 17             | 60,4 %               | 39,6 %               |
| Nagycenk (Großzinkendorf)                                                                                               | 1 740              | 97                                            | 1 625                                         | 7                                             | 11                                            | 1 041  | 1 039              | 5               | 1 026           | 8              | 0,5 %                | 99,5 %               |
| Total | 48 191             | 27 301                                        | 17 391                                        | 2 583                                         | 916                                           | 26 879 | 24 063             | 8 227           | 15 334          | 512            | 34,9 %               | 65,1 %               |
| Source : Oskar Helmer, 40 Jahre Burgenland. Ein Land wählt die Freiheit, Wiener Volksbuchhandlung, Vienne, 1961, p. 50. |                    |                                               |                                               |                                               |                                               |        |                    |                 |                 |                |                      |                      |

Les résultats furent contrastés selon les localités. À Sopron, 72,8 % des électeurs votèrent pour la Hongrie. Dans les villages environnants, seuls 45,4 % des votants choisirent la Hongrie. Certaines localités, comme Ágfalva, Balf, Fertőrákos, Harka et Sopronbánfalva, votèrent majoritairement pour l'Autriche. Malgré cela, elles furent intégrées à la Hongrie, suivant la logique de la victoire hongroise à Sopron, la plus grande ville de la région.

### Controverses et contestations
Le référendum fut immédiatement contesté par l'Autriche, qui dénonça des irrégularités.
Le gouvernement autrichien estima que :
- Les listes électorales avaient été manipulées,
- Environ 2 800 germanophones avaient été empêchés de voter,
- Près de 2 000 réfugiés n'avaient pas pu participer au scrutin,
- Les autorités hongroises avaient exercé des pressions sur les électeurs.

Un rapport confidentiel du représentant hongrois Frigyes Villani, membre de la commission électorale, confirma certaines de ces accusations. Il évoqua notamment l'implication de 300 étudiants de l'Académie des mines et des forêts ainsi que de 40 policiers hongrois pour intercepter la propagande autrichienne et dissuader les partisans du rattachement à l'Autriche.
Toutefois, aucune preuve formelle de fraude massive ne put être établie, et les résultats furent officiellement validés par les observateurs italiens.
Les historiens s'accordent à dire que le vote germanophone ne fut pas uniforme. Contrairement à l'image d'une ville totalement acquise à l'Autriche, une partie importante des germanophones de Sopron fit campagne pour rester en Hongrie.
Dès 1919, la presse locale, comme le journal Die Lupe, soulignait la division des germanophones entre partisans de l'Autriche et ceux favorables au maintien en Hongrie.
De plus, certaines études modernes indiquent que les archives des votes ont disparu, ce qui empêche une évaluation définitive des irrégularités supposées. Comme l'écrivait Jon D. Berlin dans son ouvrage de 1974 sur la question du Burgenland : « Il est douteux que l'ampleur des irrégularités dans le vote puisse jamais être prouvée. »

### Conséquences du référendum
Le référendum de Sopron reste l'unique révision territoriale acceptée par les Alliés après le traité de Trianon. En 1922, en reconnaissance de sa fidélité, le Parlement hongrois décerna à Sopron le titre de Civitas fidelissima (« la ville la plus fidèle »).
Sur le long terme, ce vote marqua un tournant pour la communauté germanophone. Bien que la ville et ses environs soient restés en Hongrie, la plupart des germanophones furent progressivement assimilés. Après la Seconde Guerre mondiale, beaucoup furent expulsés dans le cadre des politiques de représailles contre les populations allemandes en Europe centrale.
Aujourd'hui, Sopron conserve une influence culturelle autrichienne tout en restant un symbole du patriotisme hongrois.

## Délimitation de la frontière entre la Hongrie et l'Autriche (1922-1923)

### Un tracé initialement défavorable à la Hongrie
Les traités de Saint-Germain (1919) et de Trianon (1920) avaient défini un tracé de frontière moins favorable à la Hongrie que la ligne actuelle. Lors du début des travaux de la commission de délimitation des frontières austro-hongroise, la Hongrie proposa une révision du tracé touchant 96 localités, notamment :
- Un tracé proche de la frontière actuelle autour de Sopron,
- Un redécoupage plus large dans la région de Felsőpulya (Oberpullendorf) et de la vallée de la Pinka,
- De petites modifications locales ailleurs, généralement sur une largeur correspondant à un village.

Cette proposition fut soumise à des discussions parallèles à l'organisation du référendum de Sopron, entre la commission interalliée présente sur place et le Conseil des Ambassadeurs de l'Entente basé à Paris. Après plusieurs ajustements, le dossier fut transmis à la Société des Nations, qui rendit son verdict en septembre 1922.

### Les décisions de la Société des Nations (septembre 1922)
La Hongrie conserva plusieurs localités à l'ouest et au sud-ouest de Szombathely, dont :
- Narda (Kisnarda et Nagynarda),
- Felsőcsatár (Alsócsatár et Felsőcsatár),
- Vaskeresztes (Németkeresztes et Magyarkeresztes),
- Horvátlövő,
- Pornóapáti.

En revanche, la Société des Nations attribua à l'Autriche plusieurs communes situées sur la rive orientale du lac de Neusiedl (Fertő-tó) et dans la vallée de la Pinka :
- Pamhagen (Pomogy),
- Schachendorf (Csajta),
- Schandorf (Csém),
- Unterbildein (Alsóbeled).

Au nord de Kőszeg, la Hongrie conserva Rőtfalva (Rattersdorf) et Rendek (Liebing), mais la Société des Nations décida en faveur de l'Autriche pour Lockenhaus (Léka) et Hammerteich (Hámortó).
Dans les localités qui restaient sous administration hongroise, les autorités hongroises rétablirent leur contrôle entre le 10 janvier et le 9 mars 1923.

### Un échange de territoires entre la Hongrie et l'Autriche
Après cette délimitation, les deux États décidèrent de procéder à un échange territorial. La Hongrie céda Rendek (Liebing) et Rőtfalva (Rattersdorf) à l'Autriche en échange de Szentpéterfa (Prostrum) et Ólmod (Bleigraben). Cette décision fut en partie motivée par la mobilisation des habitants de Szentpéterfa, qui avaient activement demandé leur rattachement à la Hongrie. En reconnaissance de leur engagement, la commune reçut plus tard le titre de Communitas Fidelissima (« Commune la plus fidèle »).

### Affinement du tracé final (1923-1924)

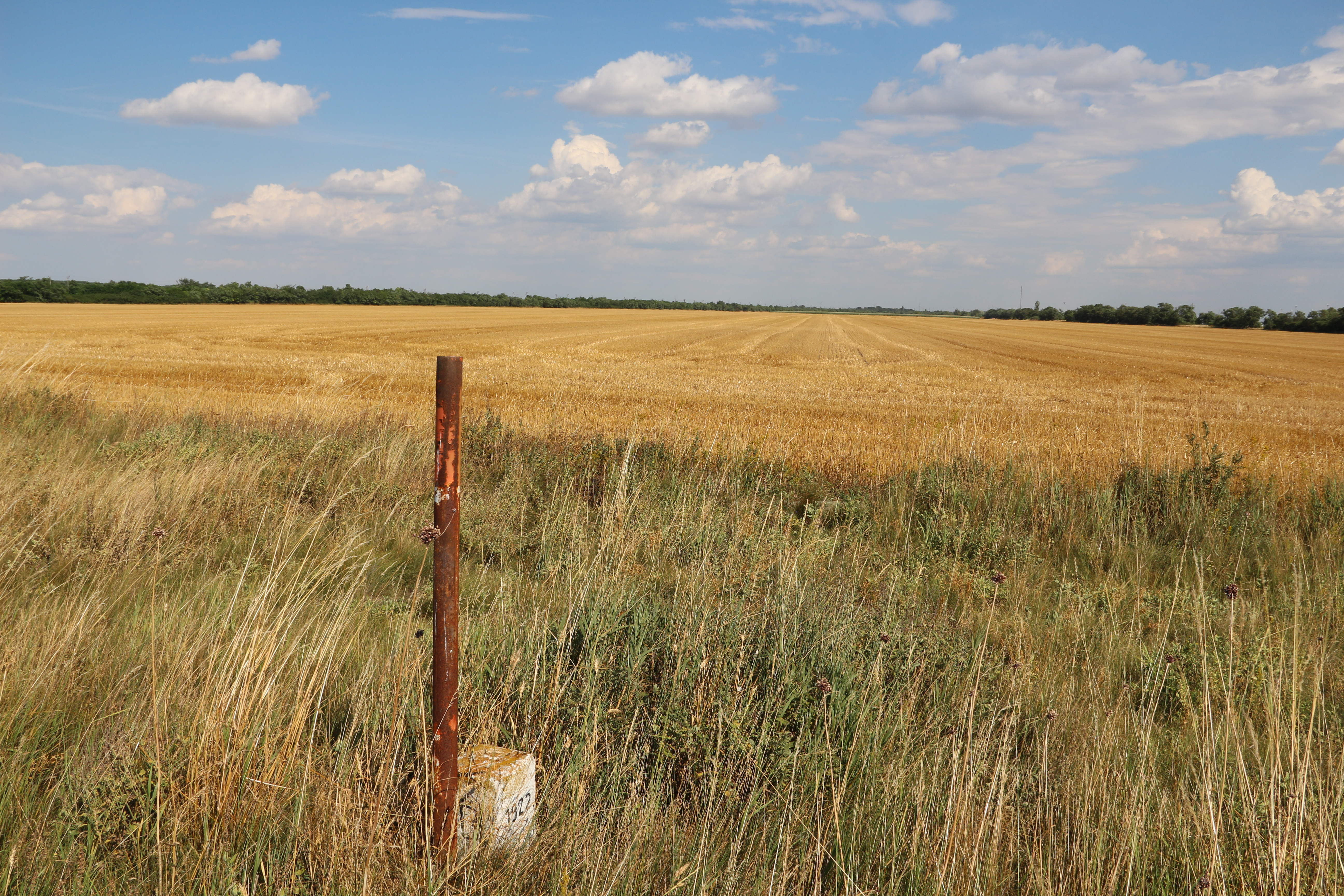
Borne frontière entre l'Autriche et la Hongrie à Nickelsdorf.

Après ces décisions majeures, la commission de délimitation continua d'ajuster la frontière en affinant le tracé entre les villages.
Dans la région du Hanság et de Moson, des révisions furent apportées aux anciennes limites administratives, notamment pour intégrer Fertőújlak (alors Mekszikópuszta) et Albertkázmérpuszta au territoire hongrois.
La pose des bornes frontières fut achevée en juillet 1924, et la commission frontalière tint sa dernière réunion le 2 août 1924 à Sopron.
Le résultat final fut consigné dans un document officiel : « Description détaillée et plan de la frontière entre la République d'Autriche et le Royaume de Hongrie », comprenant une cartographie en 18 volumes et 180 cartes détaillées, servant de référence pour la délimitation officielle. Ce tracé, qui résultait de compromis politiques et économiques, devint la frontière définitive entre l'Autriche et la Hongrie, posant les bases des relations entre les deux États pour le siècle à venir.